# ガミティ
ガミティは、Jリーグ・SC相模原のマスコットキャラクター。
設定上、SC相模原の運営会社である株式会社スポーツクラブ相模原の「社員」という扱いになっている。

## 概要
2015年にマスコットを募集。応募されたマスコットのデザインに、ダチョウをイメージしたかわいいキャラクターがあり、これを採用。相模原市内にダチョウ牧場があることにちなんでいる。
2016年9月25日付の「採用」となっており、同日行われたJ3第23節・FC琉球戦のイベントとして「入社式」が行われた。配属先は広報部ホームタウン課。
SC相模原への採用決定を受け、ガミティは『クラブと共に育ち、共に戦いながらSC相模原発展のために頑張りたいと思います。 また、広報の仕事以外に、マスコット業務という大役をクラブから仰せつかり、戸惑いながらもお引き受けすることにいたしました。未熟者ですが何卒ご指導、ご鞭撻の程、よろしくお願いいたします。』とコメント。
一方、ガミティの採用を決めた、クラブの代表である望月重良は、『初めて彼を見たとき、少し鈍いかな？と思いましたが、真面目に受け答えする姿に誠実さを感じ、これからクラブが目指す着実な成長にイメージを重ねることができました。またその愛らしい見た目から、通常の広報業務以外に、マスコットとしての仕事を彼に打診しました。これが採用の条件であると伝えると、頑張りますと答えてくれました。今後の彼の活躍に、心から期待しています。』とコメントした。
社員としての「担当業務」は「SNSを中心としたクラブ名を広める広報活動」「地域に根ざすためのホームタウン活動」「マスコット業務」となっており、クラブオフィス、ならびに地域での広報活動に加え、マスコットとしての活動を実施。マスコット活動は、スタジアムで、スポンサーの広報活動に関する協力を行う。また、多様なメディアへの展開を想定し、主にグッズ、ホームページ、冊子などの印刷媒体に利用する形で活動していく。